# کلی رولون
کلی رولون (انگلیسی: Kelly Rulon؛ زادهٔ ۱۶ آگوست ۱۹۸۴) بازیکن واترپلو اهل ایالات متحده آمریکا است.
وی در مسابقات کشوری و بین‌المللی در مجموع برندهٔ ۴ مدال طلا، ۱ مدال نقره، ۱ مدال برنز شده‌است.